# Pediobius chylizae
Pediobius chylizae is een vliesvleugelig insect uit de familie Eulophidae. De wetenschappelijke naam is voor het eerst geldig gepubliceerd in 2006 door Gates & Schauff.